# Robert Faesi

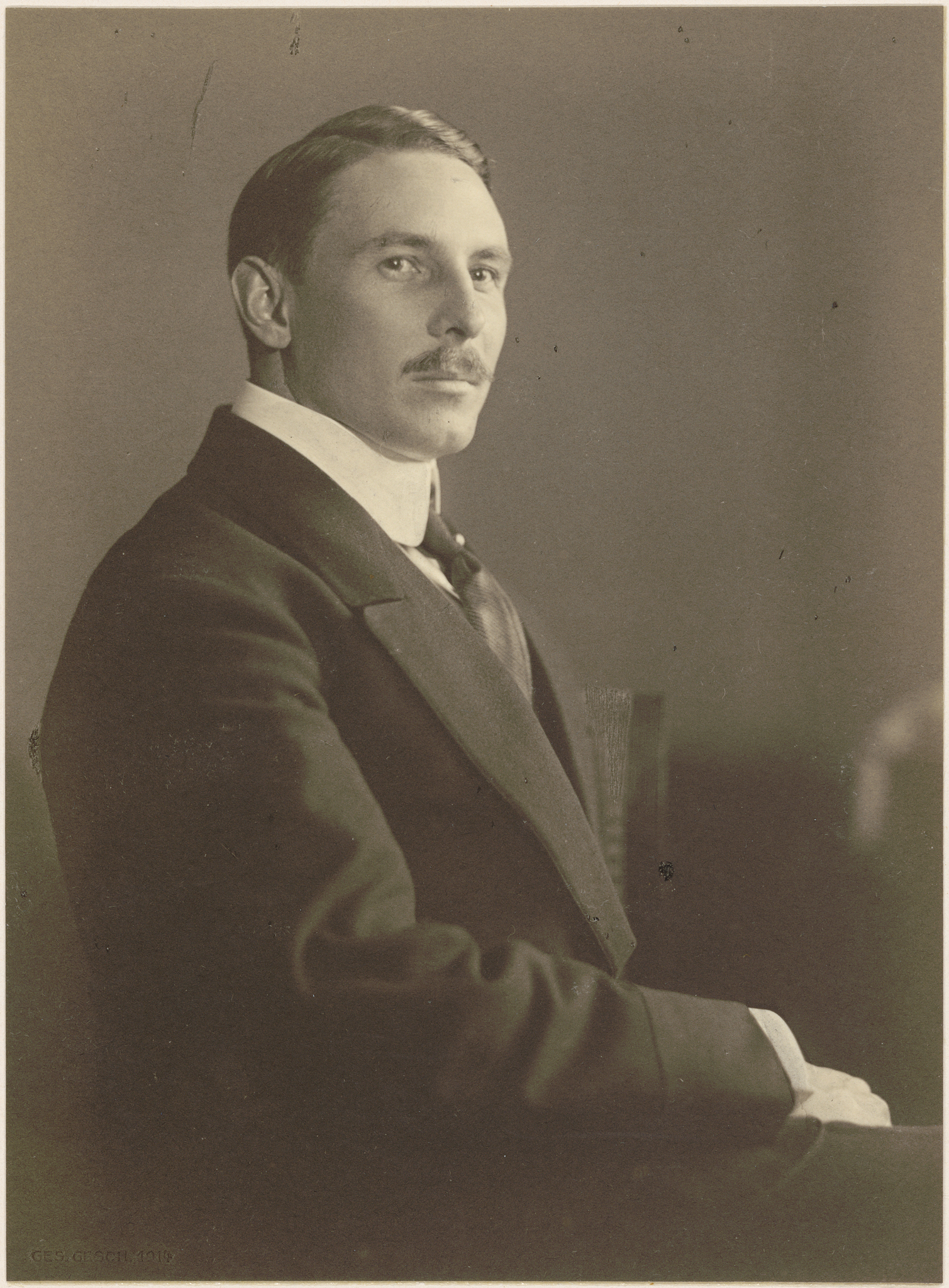
Robert Faesi (1914)

Robert Faesi (* 10. April 1883 in Zürich; † 18. September 1972 in Zollikon) war ein Schweizer Germanist und Schriftsteller.

## Leben
Robert Faesi stammte aus einer wohlhabenden Zürcher Patrizierfamilie. Er studierte nach der Matura erst Rechtswissenschaft, dann Germanistik. 1907 wurde er mit einer Dissertation über Abraham Emanuel Fröhlich zum Dr. phil. promoviert. Er war Gymnasiallehrer in Zürich, unternahm mehrere längere Bildungsreisen und habilitierte sich 1911 an der Universität Zürich, wo er 1922 ausserordentlicher Professor für neuere deutsche und schweizerische Literaturgeschichte, (erst) 1943 zum Ordinarius ernannt und 1953 emeritiert wurde.
Er verfasste als Germanist Monografien über neuere «Klassiker» wie Conrad Ferdinand Meyer, Carl Spitteler, Rainer Maria Rilke oder Thomas Mann, dazu eine Geschichte der jüngeren Schweizer Literatur, als Schriftsteller ein alle Gattungen abdeckendes, umfangreiches Werk. Mit seiner 1938 verfilmten Erzählung Füsilier Wipf wurde er «populär». Für seine Zürcher Roman-Trilogie, welche die Geschichte Zürichs in der ersten Hälfte des 19. Jahrhunderts behandelt, erhielt er 1945 den Literaturpreis der Stadt Zürich. Eine Art Gegenpol zu dieser «konservativen» Stadtgeschichte bildet die (kurz darauf erschienene) Zürcher Roman-Tetralogie Alles in Allem von Kurt Guggenheim. Seit 1951 war Faesi Mitglied der Deutschen Akademie für Sprache und Dichtung.
Werner Weber hielt einen Nachruf für Robert Faesi. Unterlagen zur Person von Robert Faesi, Briefe und Materialien zum Werk sowie Lebenserinnerungen befinden sich in der Handschriftenabteilung der Zentralbibliothek Zürich.

## Werke

### Prosa
- Zürcher Idylle. Novelle. Schulthess, Zürich 1908; neu überarbeitete Fassung ebd. 1950
- Füsilier Wipf. Eine Geschichte aus dem schweizerischen Grenzdienst. Huber, Frauenfeld 1917 (= Schweizerische Erzähler. Band 10); überarbeitete Fassung ebd. 1938
- Der König von Sainte-Pélagie. Erzählung. Hermann Haessel, Leipzig 1924
- Vom Menuett zur Marseillaise. Novelle. Grethlein, Zürich/Leipzig 1930
- Zürcher Romantrilogie:
  - Die Stadt der Väter. Atlantis, Zürich 1941; überarbeitete Fassung ebd. 1967
  - Die Stadt der Freiheit. Ebd. 1944
  - Die Stadt des Friedens. Ebd. 1952
- Alles Korn meinet Weizen. Roman. Atlantis, Zürich 1961
- Erlebnisse, Ergebnisse. Erinnerungen. Atlantis, Zürich 1963
- Diodor. Ohnmacht der Macht. Erzählung. Atlantis, Zürich 1968

### Lyrik
- Aus der Brandung. Zeitgedichte eines Schweizers. Huber, Frauenfeld 1917
- Der brennende Busch. Grethlein, Zürich/Leipzig 1926
- Das Antlitz der Erde. Insel, Leipzig 1936
- Tag unsres Volks. Eine Schweizerdichtung. Fest-Kantate zur Landi 1939. Huber, Frauenfeld 1939
- Ungereimte Welt gereimt. Atlantis, Zürich 1946
- Über den Dächern. Bühl, Herrliberg 1946
- Die Gedichte. Atlantis, Zürich 1955

### Dramatik
- Odysseus und Nausikaa. Tragödie in 3 Akten. Schulthess, Zürich 1911
- Die offenen Türen. Komödie in 2 Akten. Oesterheld, Berlin 1912
- Die Fassade. Lustspiel in 3 Aufzügen. Oesterheld, Berlin 1918
- Dichternöte oder Wahrhaftige Tragikomödie und grausliches Martyrium der schweizerischen Schriftsteller. Ein Kasperlispiel, mit vielem Fleiß erfunden und in Knittelverse gebracht. Schulthess, Zürich 1921
- Opferspiel. Grethlein, Zürich/Leipzig 1925
- Leerlauf. Komödie in 3 Akten. Reiss, Basel 1929
- Der Magier. Ein Spiel mit Sternen. Huber, Frauenfeld 1938
- Das Spiel von der schwarzen Spinne. Oper in 2 Akten, nach der Erzählung von Jeremias Gotthelf. Bühnenmusik von Willy Burkhard. Bärenreiter, Kassel 1949; Tschudi, Glarus 1956

### Essays und Monografien
- Paul Ernst und die neuklassischen Bestrebungen im Drama. Xenien, Leipzig 1913
- Das poetische Zürich. Miniaturen aus dem 18. Jahrhundert (mit Eduard Korrodi). Rascher, Zürich 1913 – Schweizerische Bibliothek 9/10
- Carl Spitteler. Eine Darstellung seiner Persönlichkeit. Rascher, Zürich 1915
- Rainer Maria Rilke. Amalthea, Zürich/Leipzig/Wien 1919
- Gestalten und Wandlungen schweizerischer Dichtung. 10 Essays. Amalthea, Zürich/Leipzig/Wien 1922
- Conrad Ferdinand Meyer. Haessel, Leipzig 1925; überarbeitete Fassung: Huber, Frauenfeld 1948
- Heimat und Genius. Festblätter zur schweizerischen Geistesgeschichte. Huber, Frauenfeld 1933
- Spittelers Weg und Werk. Huber, Frauenfeld 1933
- Thomas Mann. Ein Meister der Erzählkunst. Atlantis, Zürich 1955.

### Als Herausgeber
- Soldat und Bürger. Ein Beitrag zur nationalen Erziehung des Schweizers. Mit einem Vorwort des Generals Ulrich Wille (mit Gonzague de Reynold und Charles Gos). Schulthess, Zürich 1916
- Anthologia Helvetica. Deutsche, französische, italienische, rätoromanische und lateinische Gedichte und Volkslieder. Insel Verlag, Leipzig 1921 (Reihe Bibliotheca mundi)
  - unveränderte Neuausgabe als: Die Ernte schweizerischer Lyrik. Rascher, Zürich 1928

## Ausstellungen
«O geliebte Schweiz!» Ein Kapitel deutsch-schweizerischer Literaturbeziehungen. Das Beispiel Robert Faesi, Hermann-Hesse-Höri-Museum, Gaienhofen, 30. Juni – 29. September 2013